# 二軒茶屋車站
35°4′4.06″N 135°45′57.04″E / 35.0677944°N 135.7658444°E

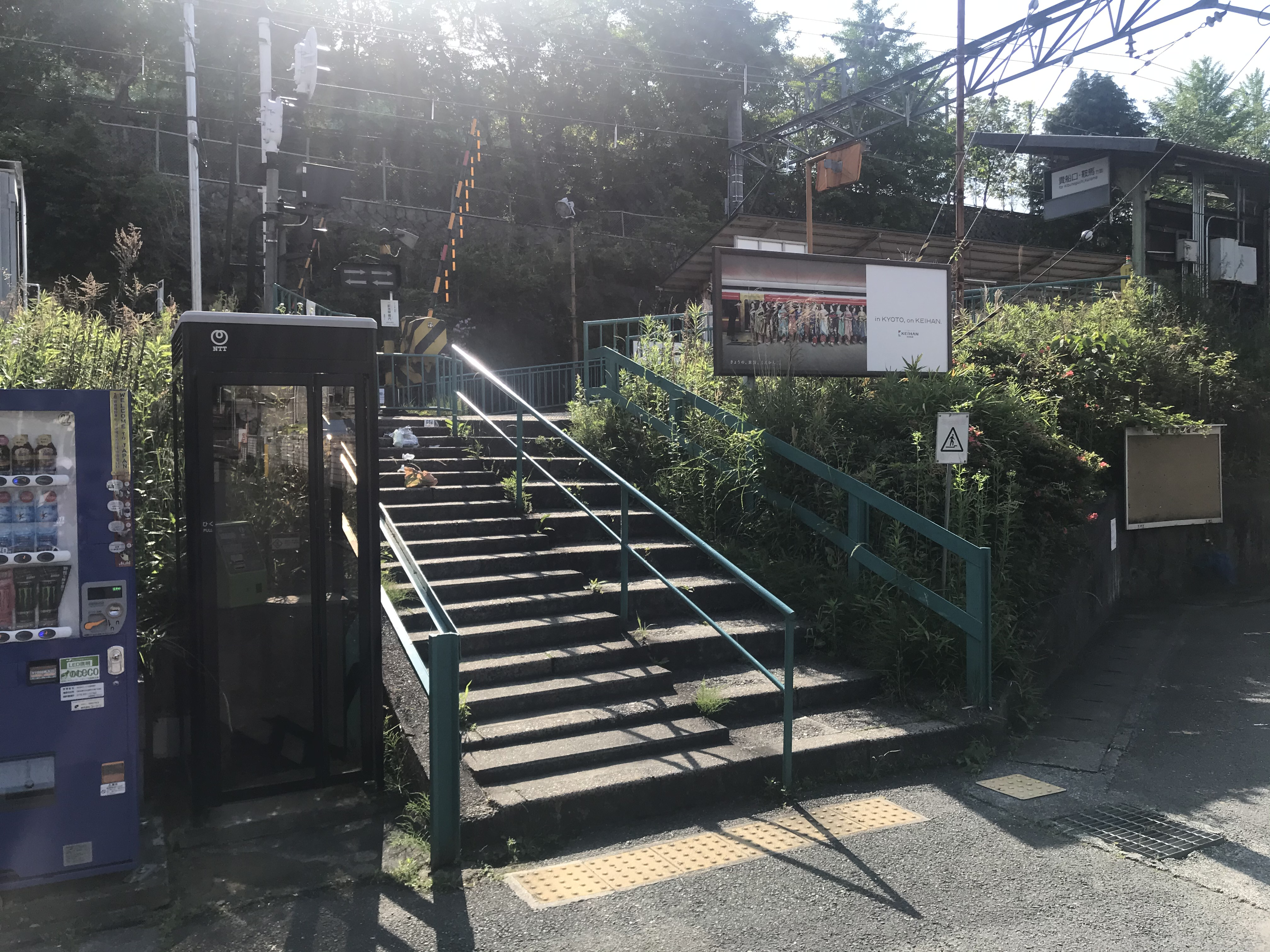
車站入口(2020年5月)

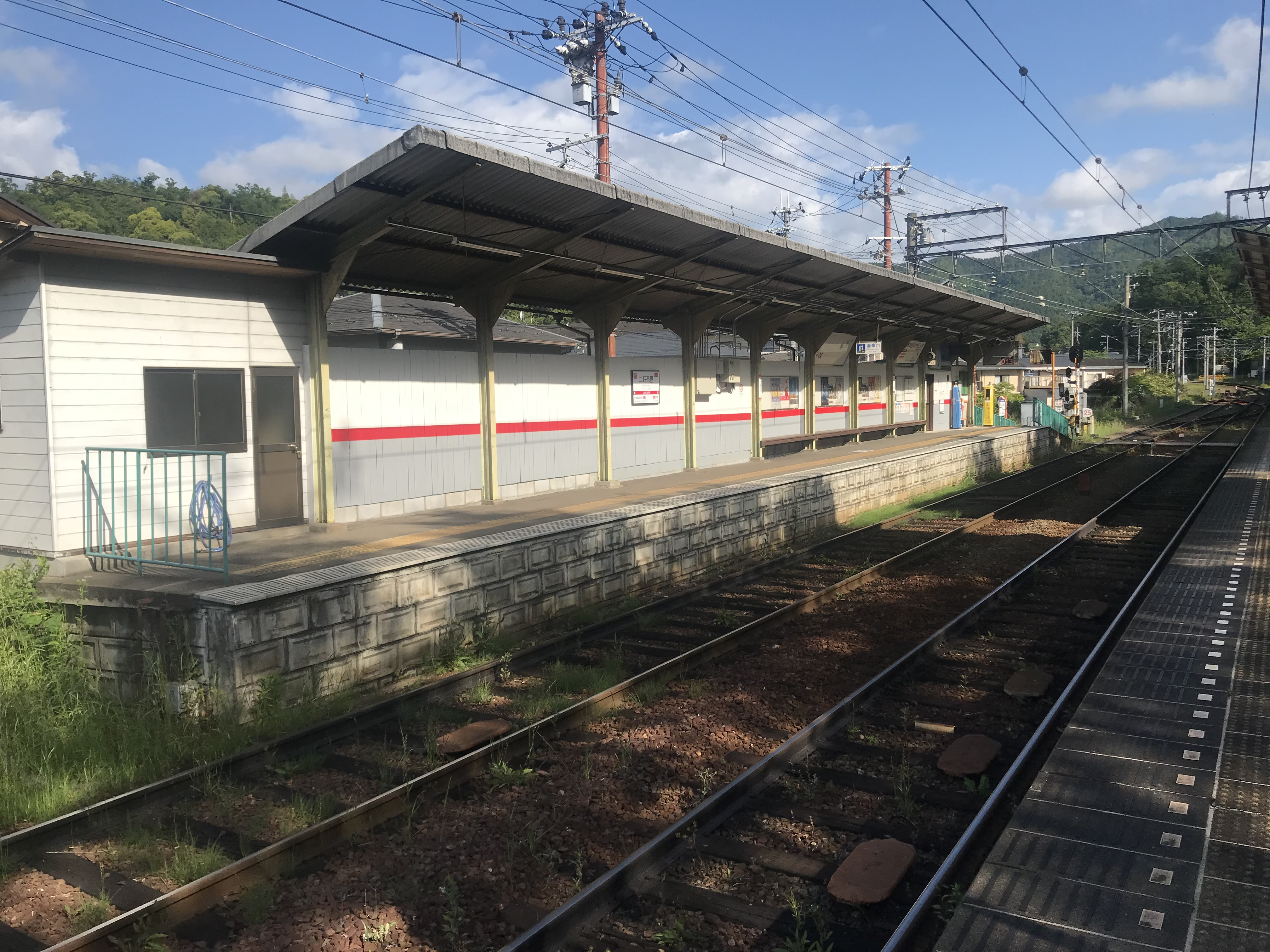
往鞍馬方向的月台(2020年5月)

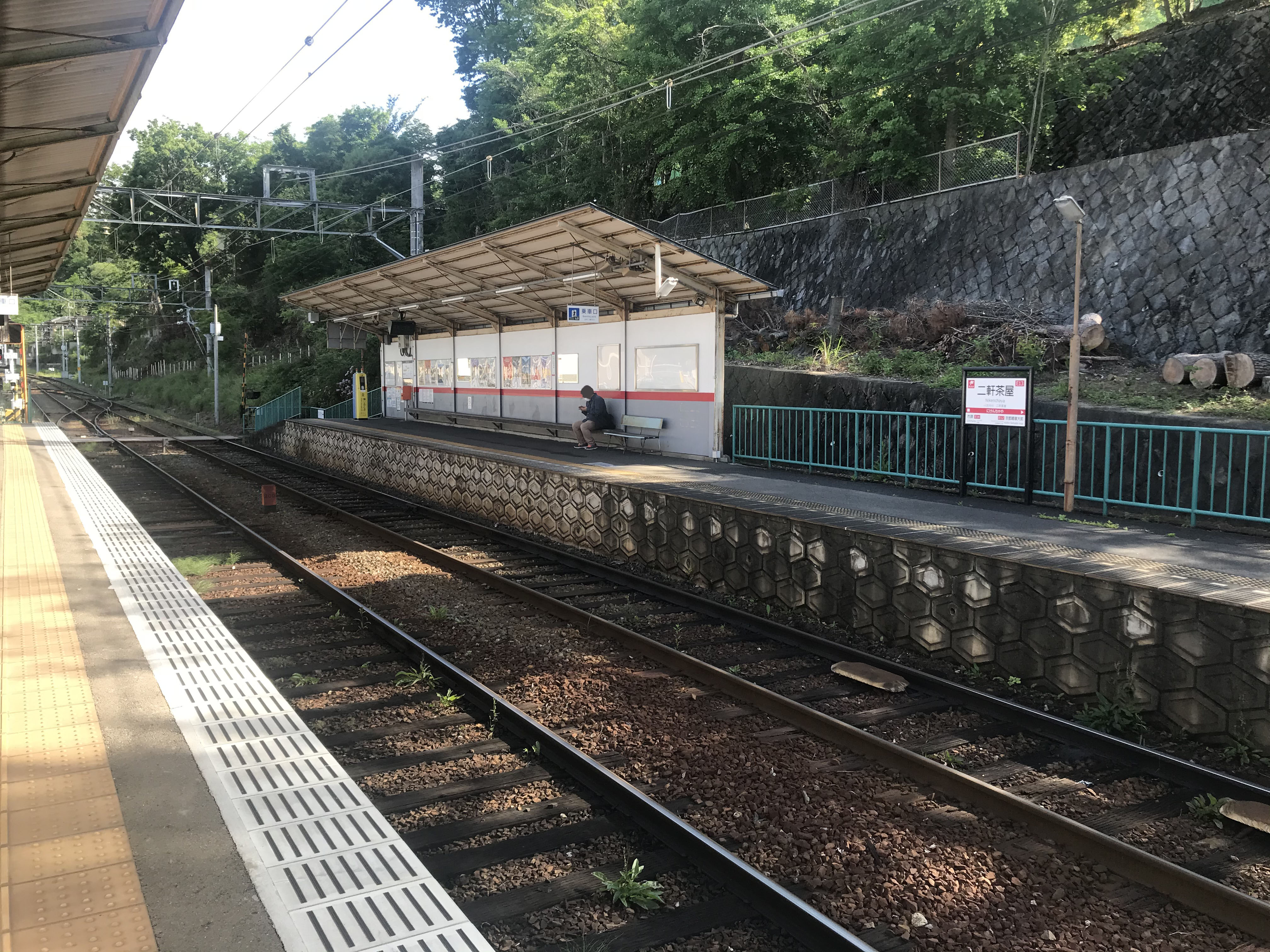
往寶池方向的月台(2020年5月)

二軒茶屋車站（日语：／ Nikenchaya eki */?）是位於日本京都市左京區的叡山電鐵鞍馬線的車站，该車站的編號為E13。站名由來為在此處曾經有兩座茶館，為了服務前往鞍馬等地旅行的人們，但如今茶館早已消失了。

## 車站結構
该车站，是擁有相對式月台2面2線的無人車站。月台的鞍馬車站一側有站內平交道（第1種甲），連結兩個月台。出入口位於平交道的往鞍馬方向的月台一側。往鞍馬處有兩組橫渡線，在那之後上行軌道側成為單線的主線，下行軌道側則成為導引線（引上線）。導引線是為了讓往出町柳方向在本站折返的列車所使用。
僅在往鞍馬方向的月台設置有一座驗票閘門，運作時間為京都產業大學的假日以外的上午時段。大學8號館的全家便利商店京都大學產業店有販售一部份的回數券。
從站內平交道到月台，於鐵軌高度到月台高度之間設有平緩的階梯和斜坡，但是由於車站前的道路到站內平交道為止只有階梯而已（參照右下方圖片），輪椅等器材在使用上相當困難。這個階梯從道路一側望去，左半邊為了顧慮到高齡者，而追加工程將階梯的高度差減半，但因此每一段階梯的幅度變得非常狹小，快速下階梯時必需要注意。

### 月台配置
| 路線   | 方向 | 目的地           |
| ------ | ---- | ---------------- |
| 鞍馬線 | 上行 | 寶池、出町柳方向 |
| 鞍馬線 | 下行 | 貴船口、鞍馬方向 |

## 車站周邊
本站位於和京都府道40號下鴨靜原大原線相反一側的山坡斜面。沿線是被山所包圍的住宅區。
京都產業大學的第2操場座落於車站內側的山丘上。
- 洛北醫院
- 京都産業大學（徒步的話約800公尺）
- Ministop京都靜市店

### 公車站
二軒茶屋（從車站到達府道處）
- 京都巴士
  - 32路:經由 貴船口、鞍馬、花脊峠 開往 廣河原／經由 上賀茂神社、堀川通、北大路堀川、北大路車站 開往 京阪出町柳車站
  - 34路:經由 市原 開往 靜原、城山／經由 上賀茂神社、堀川通、北大路堀川、北大路車站 開往 京阪出町柳車站
  - 35路:開往 市原／經由 上賀茂神社、堀川通、北大路堀川、北大路車站開往 京阪出町柳車站
  - 40路:開往 市原／經由 京都産業大學 開往 地下鐵 開往 國際會館車站
  - 50路:開往 市原／開往 地下鐵國際會館車站
  - 經由 上賀茂神社、北大路車站 開往 高野車庫
  - 經由 國際會館車站、花園橋 開往 京阪出町柳車站
  - 52路：經由 市原開往 貴船口、經由 地球研前開往 國際會館車站

二軒茶屋車站（站前的巴士回轉場）
- 開往京都產業大學的學校巴士「二軒茶屋往返巴士」（由京都巴士經營）

## 歷史
- 1928年（昭和3年）12月1日 開通。當時為鞍馬電氣鐵道的車站。
- 1939年（昭和14年）9月 本站～市原車站之間，為了供應戰爭所需資源[1]而單線化。
- 1942年（昭和17年）8月1日 由於公司而併而成了京福電氣鐵道的車站。
- 1944年（昭和19年）11月10日 山端（現寶池）～本站之間，為了供應戰爭所需資源而單線化。上行月台移設至站內平交道的前方（北側）。[2]
- 1986年（昭和61年）4月1日 由於公司重新編制而成了叡山電鐵的車站。
- 1990年（平成2年）9月28日 岩倉車站～本站吃間再度複線化。上行月台被移設至站內平交道的後方（南側、下行月台的對向位置）。

## 相鄰車站
叡山電鐵
 鞍馬線
京都精華大前（E12）－二軒茶屋（E13）－市原（E14）

## 註解
1. ↑  二軒茶屋～市原之間並非被指定為所謂的「不要不急線」，而是以「協助供應資源」的形式
2. ↑  被認為是為了讓列車開過頭時有更充裕的長度可以緩衝，詳細則不明。

## 外部連結
- 二軒茶屋車站（叡山電鐵）
  - 車站資訊、車站結構圖（页面存档备份，存于）（日語）
  - 標準發車時刻表（往貴船口、鞍馬方向）（日語）
  - 標準發車時刻表（往寶池、出町柳方向）（日語）
- 二軒茶屋公車站（京都巴士）[永久]（日語）